# Вилијам Вилијамс Кин
Вилијам Вилијамс Кин млађи (енгл. William Williams Keen; 19. јануара 1837 - 7. јуна 1932) је био амерички лекар и први неурохирург у Сједињеним Државама. Током свог живота, Кин је радио са шест америчких председника.

## Младост
Кин је рођен у Филаделфији 19. јануара 1837. од Вилијама Вилиамса Кина старијег (1797–1882) и Susan Budd. Похађао је Саундерсову академију и Централну средњу школу у Филаделфији. Кин је студирао на Универзитету Браун, где је дипломирао са А.Б. степеном године 1859. Затим је дипломирао медицину на Медицинском колеџу Џеферсон 1862. године 

## Током Америчког грађанског рата
Кин је служио као хирург за Пети пук милиције у Масачусетсу, а затим за војску Уније током Америчког грађанског рата. Док је служио, развио је репутацију за свој рад са пацијентима који пате од неуролошких рана, углавном зато што се већина хирурга уздржавала од лечења неуролошких рана.  Такође је радио са S. Weir Mitchell-ом на проучавању повреда нервног система. Заједно су објавили Gunshot Wounds and Other Injuries of the Nerves and Reflex Paralysis (Ране од ватреног оружја и друге повреде живаца и рефлексну парализу) 1864. године, у којима су први пут описана многа непозната неуролошка стања, попут каузалгије, рефлексне симпатичке дистрофије и секундарне парализе.  Након завршетка рата, Кин је две године студирао у Паризу и Берлину.

## Каријера
Кин је почео да предаје патолошку анатомију и припремио је први курс хируршке патологије на Медицинском колеџу Џеферсон. Такође је основао прву школску лабораторију за хируршко истраживање. Кин је био председник School of Anatomy у Филаделфији од 1875. до 1889. Такође је предавао у неколико школа, укључујући Академију лепих уметности у Пенсилванији и Женски медицински колеџ у Пенсилванији. Постао је познат у међународној медицинској заједници по изуму неколико нових операција на мозгу, укључујући дренажу церебралних комора и уклањање тумора на мозгу. Кин је такође извршио прву кранијактомију за микроцефалус; међутим, ова техника је наишла на оштре критике и имала је релативно мали успех. Поред тога, Кин је заједно са J. William White-ом уредио Амерички уџбеник хирургије за практичаре, први амерички хируршки текст објављен у четири издања.
Кин је био вођа петочланог тима који је извршио тајну хируршку операцију уклањања канцерогеног тумора вилице на Гровер Кливленду 1893. године на јахти "Oneida" Eliasа Corneliusа Benedict'sа. Кин и четворо лекара који су помагали путовали су до јахте бродом са одвојених пунктова у Њујорку, укрцавањем Кливленда и Брајанта увече за ноћ пре пловидбе следећег јутра. По мирном времену и мирним водама, операција је брзо завршена док је брод полазио са Long Island Sound-а током поднева. Поступак је подразумевао уклањање тумора и пет зуба, као и већег дела горњег левог непца и виличне кости.
Касније је Кин извршио накнадну операцију како би уклонио вишак ткива и каутеризирао рану. Петог јула, Кливленд је стигао у Gray Gables да се опорави и пецао је у заливу Buzzards до краја јула.

## Лични живот
Кин је био теистички еволуциониста; аутор је књиге Верујем у Бога и у еволуцију 1922. Кин је био одлучни заговорник вивисекције и писао је чланке нападајући аргументе антививисекциониста, од којих су неки поново објављени у његовој књизи Експерименти са животињама и медицински напредак из 1914. године.
1867. године, Кин се оженио Emm-ом Corinna Borden, из Фол Ривер-а, Масачусетс, која је умрла 1886. Имали су четворо деце: Corinne, Florence, Dora, и Margaret. Умро је у Филаделфији 7. јуна 1932, у 95-ој години, и сахрањен је на гробљу The Woodlands Cemetery.

## Част и признање
Почасне дипломе стекао је на Медицинском колеџу Џеферсон, Универзитету Бровн, Универзитету Северозапад, Универзитету Торонто, Универзитету Единбург, Универзитету Јејл, University of St Andrews, University of Greifswald, и Uppsala University.
Такође је био председник Америчког хируршког удружења 1898, Америчког лекарског удружења 1900, Конгреса америчких лекара и хирурга 1903, и Америчког филозофског друштва после 1907. (изабраног 1884).
Када се Међународно хируршко удружење састало 1914, изабран је за председника састанка 1917. После 1894. био је страни дописни члан Société de Chirurgie de Paris, Société Belge de Chirurgie и Клиничког друштва у Лондону, као и почасни сарадник Краљевског колеџа хирурга Енглеске, Royal College of Surgeons of Edinburgh, German Society of Surgery, Хируршког друштва у Палерму и Berliner Medizinische Gesellschaft. Такође је постао сарадник Америчке академије уметности и науке.

## Ствари назване по њему
- Кинова операција, омфалектомија
- Кин-ов знак, повећани пречник ноге на маљелима у Потовом прелому фибуле

## Одабране публикације
- Клиничке табеле људског тела (1870)
- Рана историја практичне анатомије (1875)
- Хируршке компликације и наставци тифусне грознице (1898)
- Адресе и други радови (1905)
- издање Heath's Practical Anatomy (1870)
- Нови Американац из једанаестог енглеског издања Грејове анатомије (септембар 1887) [22]
- Нови Американац из тринаестог издања Грејове анатомије на енглеском (септембар 1893)
- Амерички уџбеник хирургије (1899, 1903)
- Кинов систем хирургије (1905–13)
- Верујем у Бога и у еволуцију (1922)
- Вечни живот: вероисповест и спекулација (1924) [23]
- Историја Прве баптистичке цркве, Филаделфија (1898)
- Хируршке операције над председником Кливлендом 1893. године (1917)
- Медицинска истраживања и добробит људи (1917) [6]

Вивисекција:
Кин је аутор бројних дела која бране вивисекцију:
- Наша недавна задужења за вивисекцију (1885)
- Погрешна приказивања антививизекциониста (1901)
- Напредак хирургије под утицајем вивисекције (1901)
- Др Снег и вивисекција (1911)
- Утицај антививизије на карактер (1912)
- Експериментисање на животињама и медицински напредак (1914)
- Инварацитиес оф Антививисецтион (1916)
- Црвени крст и антививизекционисти (1918)

Коаутор:
- Прострелне ране и друге повреде живаца, заједно са Silas Weir Mitchell-ом, George Read Morehouse(1864)

Уредио:
- Грејова анатомија (1883, 1887. и 1892. издања)
- Хирургија, њени принципи и пракса (1906)
- Практична анатомија - приручник за дисекције (1870)
- American Health Primers (1879)
- Амерички уџбеник хирургије, 1905. до 1921.